# Trackshittaz
Trackshittaz war ein österreichisches Hip-Hop-Duo aus dem Mühlviertel. Mit dem Lied Oida taunz! schafften sie als erste österreichische Hip-Hop-Gruppe einen Nummer-eins-Hit. Am 24. Juli 2015 gaben sie ihre Trennung bekannt.

## Bandgeschichte
Die Band wurde im Frühjahr 2010 von Lukas Plöchl (Künstlername G-Neila) und seinem Bandkollegen Manuel Hoffelner (Künstlername Manix), einem aus Leopoldschlag stammenden Schüler der Höheren Lehranstalt für wirtschaftliche Berufe Freistadt, gegründet. Der Name der Band entstand in der Gründungsphase im Zuge des Entschlusses, beim UHS-Bandcontest in Freistadt zu starten. Zu diesem Zeitpunkt hatte die Band jedoch noch keine gemeinsamen Songs. Die Band benötigte mindestens sechs Songs, um bei diesem Bandcontest mitmachen zu können, die in der Folge laut den Bandmitgliedern in acht Tagen sechs Tracks „rausgeschissen“ wurden.
Bekannt wurden die Trackshittaz zunächst 2010 über die Internetplattform YouTube. Eine unter dem Titel Alloa bam Fraunz eingespielte Persiflage auf den Titel Alors on danse des belgischen Rappers Stromae wurde binnen kurzer Zeit mehr als 100.000 Mal angeklickt.
Von Oktober 2010 bis Jänner 2011 nahm Plöchl an der Castingshow Helden von morgen des ORF teil. Nach seinem Auftritt in der ersten Show wurden die beiden Musiker mit dem Titel Oida taunz! von Sony Music unter Vertrag genommen. Das Lied erreichte Anfang November Platz 1 der österreichischen Singlecharts. Es handelt sich dabei um den ersten österreichischen Titel, der download only veröffentlicht wurde und sofort auf Platz 1 in die österreichischen Charts eingestiegen ist. Auch mit Guuugarutz, das im Jänner 2011 erschien, wurde diese Position erreicht.
Im Herbst 2010 wurde Trackshittaz für die österreichische Vorentscheidung zum Eurovision Song Contest 2011 nominiert und erreichte den zweiten Platz. Das zweite Album aus dem Juli 2011, Prolettn feian längaah, erreichte ebenso wie das Debüt auf Anhieb Platz 1 und wurde von der Musikindustrie mit einer Goldenen Schallplatte ausgezeichnet. Mit dem Non-Album-Track Touchdown steuerten sie den offiziellen Song zur Football-WM bei. Im Herbst 2011 war ihr Lied Schnitzi im Soundtrack zur David-Schalko-Verfilmung von Thomas Glavinics Roman Wie man leben soll zu hören.

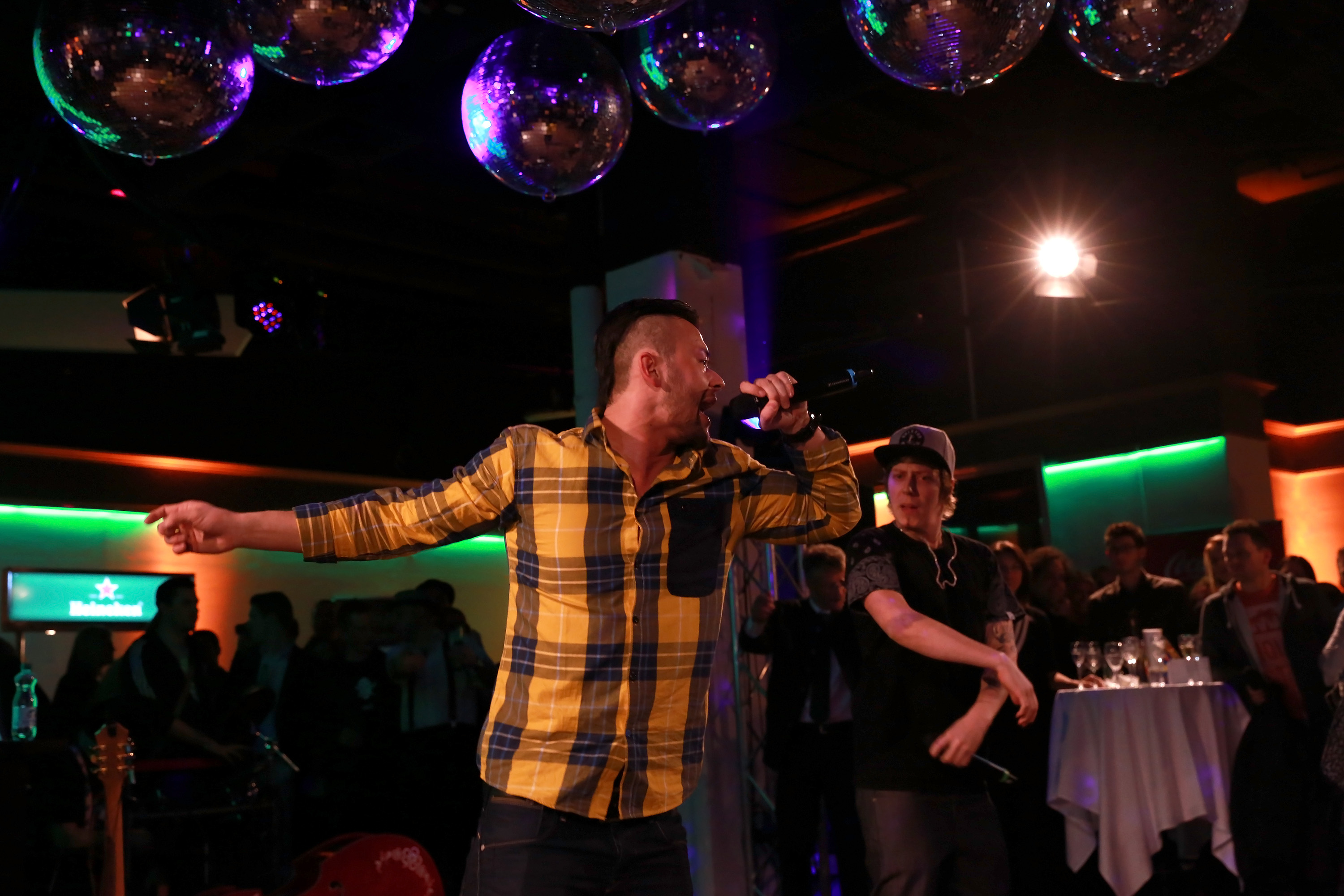
Trackshittaz (2014)

2012 nahmen Trackshittaz erneut an der nationalen Vorentscheidung zum Eurovision Song Contest 2012, Österreich rockt den Song Contest, teil. Mit dem Lied Woki mit deim Popo gewannen sie vor Conchita Wurst, die zwei Jahre später den ESC gewann. Beim Eurovision Song Contest in Baku schieden sie im Halbfinale aus, indem sie mit acht Punkten den letzten Platz von 18 Teilnehmern belegten. Hoffelner verletzte sich während des Auftritts am Knie. Nach einer zweijährigen Pause erschien im März 2014 ihr viertes Album mit dem Titel #TS4. Dazu gab es zwei Vorabsingles, Gmiatlich Dreschn und Schuachblattlaboogie.
Am 24. Juli 2015 verkündeten Plöchl und Hoffelner die Auflösung der Band. Als Gründe nannten sie den großen Kräfteverschleiß und zu hohes Zeitinvestment.

## Stil
Der Stil der Trackshittaz wird des Öfteren als Traktorgängsta-Partyrap bezeichnet und ähnelt der Hip-Hop-Form Dirty South. Zum Großteil bestehen ihre Lieder aus einfachen Raps und basieren auf elektronischen Beats.
Die Zugehörigkeit des Duos zur Hip-Hop-Szene ist umstritten.  Die Trackshittaz selbst sehen sich nicht als klassische Vertreter dieses Genres.

## Diskografie

### Alben
- 2011: Oidaah pumpn muas’s
- 2011: Prolettn feian längaah
- 2012: Traktorgängstapartyrap
- 2012: Zruck zu de Ruabm
- 2014: #TS4

### Singles
- 2010: Oida taunz! (Columbia/Sony Music)
- 2011: Guuugarutz (Columbia/Sony Music)
- 2011: Killalady (Columbia/Sony Music)
- 2011: Touchdown (Columbia/Sony Music)
- 2011: Grüllarei (Columbia/Sony Music)
- 2011: Oida Chüüü (Columbia/Sony Music)
- 2011: Woki mit deim Popo (Columbia/Sony Music)
- 2012: Geila ois (Columbia/Sony Music)
- 2014: Gmiatlich Dreschn (Columbia/Sony Music)
- 2014: Schuachblattlaboogie (Columbia/Sony Music)
- 2014: Politisch Korrekt